# Fundu Moldovei
Fundu Moldovei è un comune della Romania di 4 090 abitanti, ubicato nel distretto di Suceava, nella regione storica della Bucovina. 
Il comune è formato dall'unione di 10 villaggi: Botuș, Botușel, Braniștea, Colacu, Delnița, Deluț, Fundu Moldovei, Obcina, Plai, Smida Ungurenilor.
La documentazione più antica relativa alla popolazione di Fundu Moldovei indica nel 1774 la presenza di 93 famiglie. Lo sviluppo della località venne portato anche dall'insediarsi di una colonia Sassone, giunta sul posto dopo l'annessione della Bucovina all'Impero Austroungarico. Oggi la presenza di abitanti di origine tedesca è minima, come quella della popolazione ebraica, che si insediò nel comune agli inizi del XIX secolo; i vari documenti indicano inoltre una presenza, peraltro minima e saltuaria, nel luogo di famiglie di origine ucraina e di rom.